# Alonso de Oropesa
Fray Alonso de Oropesa (Oropesa, provincia de Toledo, siglo XV), monje jerónimo y escritor español.

## Biografía
Nacido en Oropesa, era de origen judeoconverso y monje jerónimo de la casa de Guadalupe, teólogo y expositor. Escribió varios tratados que no llegaron a la imprenta y se conservan en el monasterio de Guadalupe. Un examen de su Lumen ad revelationem gentium, encargada por Enrique IV, de quien fue consejero, revela lo que es una defensa de la unidad de los cristianos viejos y nuevos mediante la figura del cuerpo místico de Cristo, en lo que se muestra a la vez paulino y preerasmista. Es quizás la apología de los conversos más importante del siglo XV, y la acabó en 1465. También escribió una Vida de san Juan Crisóstomo.
- Datos: Q17274335